# Bãi Nguyệt Sương
Bãi ngầm Nguyệt Sương hay bãi ngầm Nguyệt Xương (tiếng Anh: Dhaulle Shoal, có nơi ghi Duvalle Shoal; tiếng Trung: 逍遥暗沙; bính âm: Xiāoyáo ànshā, Hán-Việt: Tiêu Dao ám sa) là một bãi ngầm thuộc cụm Trường Sa của quần đảo Trường Sa. Nằm về phía tây đá Chữ Thập.
Bãi ngầm này được ghi nhận vào năm 1826 bởi thuyền buồn Dhaulle khi trên hải trình từ Calcutta đến Trung Quốc.
Bãi ngầm Nguyệt Sương/Xương là đối tượng tranh chấp giữa Việt Nam, Đài Loan, Philippines và Trung Quốc. Hiện chưa rõ nước nào thực sự kiểm soát bãi ngầm này.